# Knut Holmgersson Lange
Denne artikel omhandler personen Knut Holmgersson Lange. Der er også andre personer med dette efternavn, se Lange (flertydig).
Knut Holmgersson Lange, død 1234, var konge af Sverige fra 1229. Han var formentlig identisk med en mand ved navn Knut Holmgersson som blev omtalt i  midten af 1220'erne og som var beslægtet med Eriksslægten; han regnes dog ikke med til den og heller ikke til den anden kongeslægt på den tid, Sverkerslægten.
Knut Holmgersson var søn af Holmger Filipsson, sønnesøn af Filip den hellige og sønnesøn til Erik den Hellige. Knut kaldes for Knut Lange af Sko, og medvirkede til at grundlægge  Sko kloster i Uppland hvor han selv blev begravet.
Knut Lange var gift med Helena Pedersdatter Strange (ca. 1200-1255), datter af den danske ridder Peder Strangesen. Hans enke Helena (eller Elin) blev senere gift med en Filip Laurensson som på mødrende side nedstammede fra Folkungaslægten.
Knut Holmgersson var medlem af det råd som mellem 1222-1229 styrede Sverige for den umyndige kongen Erik den læspe og halte. Efter et oprør greb Knut den svenske krone efter sejren i Slaget ved Olustra i 1229. Han holdt fast om kongesmagten til sin død i 1234.

## Børn
- Holmger Knutsson, død 1248 (dræbt af kong Erik den læspe og halte (eller af Birger Jarl) efter et oprør som udmundede i Slaget ved Sparrsätra år 1247)
- Filip Knutsson, død 1251 (dræbt)